# Scandza

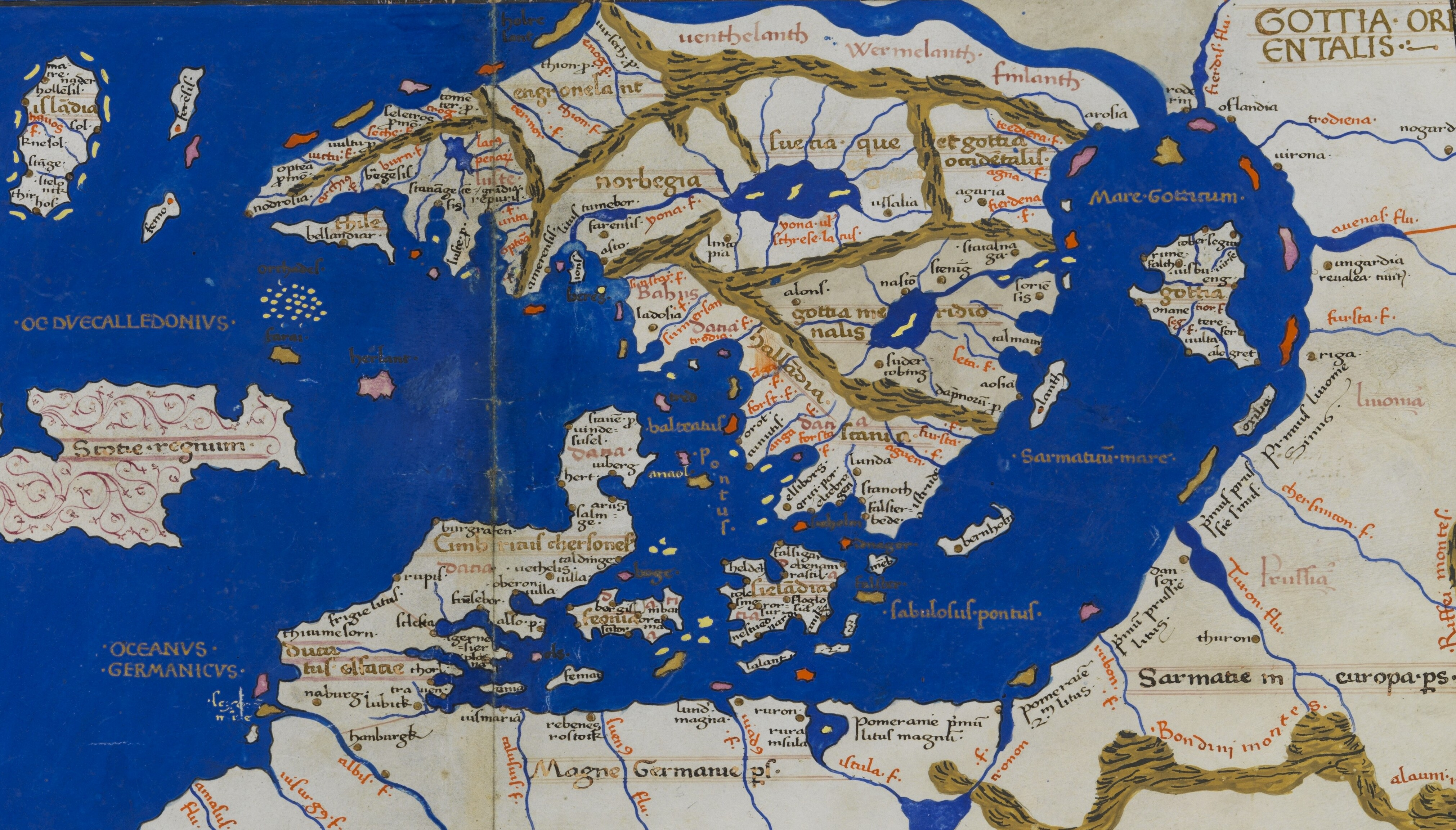
Escandinávia no atlas de Ptolomeu (edição de 1467). Tal como para Jordanes, a Escandinávia era uma ilha habitada por diversos povos e tribos.

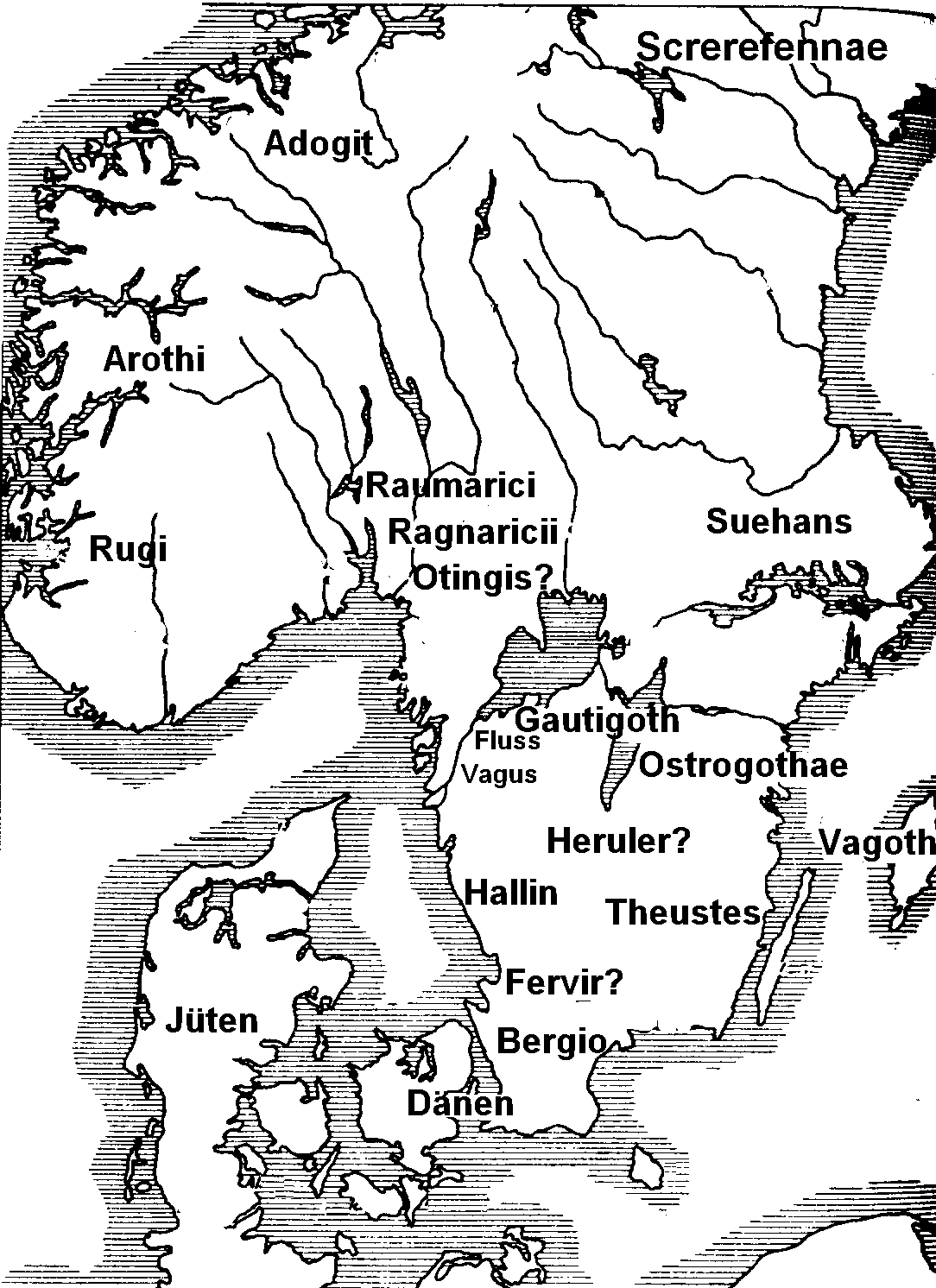
Mapa de Scandza com suas diversas tribos

Scandza é uma ilha do mar Báltico no norte da Europa, citada pelo historiador gótico-bizantino Jordanes do século VI na sua obra Gética. Parece ser um nome arcaico usado para referir a península da Escandinávia, que os antigos julgavam ser uma ilha. Jordanes descreveu a área para contextualizar a sua descrição da mitológica migração dos godos, da Escandinávia para a Europa continental. Seu relato mistura observações corretas com descrições fantasiosas das regiões nórdicas e de várias tribos escandinavas do século VI, baseadas em informações provenientes de fontes diferentes.

## Descrição geográfica
Jordanes mencionou a descrição razoavelmente precisa feita pelo geógrafo grego Ptolemeu da região chamada por este de Escândia (em latim: Scandia): "uma grande ilha com a forma de uma folha de zimbro" (ou seja, comprida e não redonda), "com extremidades laterais que se projetam para fora e que se afunila no sul, numa longa extremidade".
O autor também mencionou a descrição feita pelo geógrafo romano Pompônio Mela de Codanônia (também chamada de Escatinávia por Plínio, o Velho), que se localizava no "golfo Codano" (provavelmente Categate). "Esta ilha se localizava na frente do Vístula, e lá existia um grande lago" (provavelmente o lago Vänern) "de onde flui o rio Vago" (Ván, antigo nome do rio Gota). "Nos lados oeste e norte é cercada por um enorme oceano" (o Atlântico), "porém no leste há uma ligação terrestre" (a Lapônia) "que divide o oceano, a leste, formando o mar Germânico" (o Báltico). "Existiam também diversas ilhotas" (os arquipélagos suecos e finlandeses) "pelas quais os lobos podem passar quando o mar congela. No inverno o país não só é cruel com as pessoas, mas também com as feras selvagens. Devido ao frio extremo não existem enxames de abelhas que façam mel."
No norte, Jordanes mencionou a nação dos Adogit (talvez referindo-se aos habitantes de Halogalândia, na Noruega, ou às pessoas da ilha de Andøya), que viviam em meio à luz do sol contínua durante o meio do verão (por quarenta dias e noites), e em escuridão perpétua durante o meio do inverno. Devido a essa alternação, eles passavam rapidamente da alegria à tristeza (a primeira descrição da depressão sazonal escandinava). O sol ali, segundo ele, parecia passar em torno da Terra, e não nascer de baixo dela.

## Habitantes
Jordanes dá o nome de 26 tribos que vivem em Scandza, que ele chama de útero de nações, descrevendo os locais como mais altos e ferozes que os germanos (a evidência arqueológica mostrou que os escandinavos da época eram realmente altos, provavelmente devido à sua dieta). A lista apresenta diversos exemplos de povos que são citados duas vezes, provavelmente devido ao acúmulo de informação obtida com diversos viajantes e com escandinavos que haviam se juntado recentemente aos godos, como Rodulfo, do Condado de Bohus. Os linguistas têm tentado estabelecer ligações entre os nomes destas tribos e diversos lugares na Escandinávia, embora algumas possam ser fruto de interpretações equivocadas.
A "ilha" era habitada pelos escreréfenas (Screrefennae), identificados com os lapões, que viviam como caçadores-coletores, alimentando-se dos animais que viviam nos pântanos e de ovos de pássaros; os sueãs (suehans), identificados com os suecos, "tinham, como os turíngios, cavalos esplêndidos" (o historiador islandês Snorri Sturluson menciona que no século VI o rei sueco Adelo tinha os melhores cavalos de seu tempo) e forneciam para o mercado romano peles negras de raposa, com as quais também se vestiam, de maneira ostentosa, ainda que vivessem em condições de extrema pobreza; os teustas (theustes), associados por uns aos habitantes da região de Tiúscia, na Esmolândia, e por outros a Tjuteån, na Escânia; os valagodos, provavelmente habitantes de Gotlândia, bérgios (que poderiam ser os habitantes de Bjäre, em Escânia, ou de Kolmården), Hallin (sul de Halândia) e os liócidas (Liócida; que podem ser de Luggude ou Lödde, em Escânia, porém outros já os associaram a Sudermânia) que viviam numa região fértil e plana, motivo pelo qual eram alvo constante dos ataques de seus vizinhos.
Outras tribos eram os Ahelmil, identificados com a região de Halmostádio, os finaítas (finnaithae; possivelmente ligado a Finnheden, antigo nome de Finuídia), os ferves (Fervir), associados a Fjäre e os gantigodos (ganthigoth), possivelmente os getos (geati) de Gotalândia Ocidental, uma nação ousada, ávida por guerrear. Jordanes também menciona os mixos (Mixi), evagretingos (Evagreotingis; também chamado evragros [fvagres] e otingos [Otingis] dependendo da interpretação), que "viviam como animais, entre as rochas" - provavelmente referindo-se aos diversos castros da região, enquanto evagretingos poderia significar "povos dos castros ilhéus", descrição que poderia se aplicar aos habitantes do Condado de Bohus). Além deles viviam os ostrogodos (Gotalândia Oriental), raumaricos (Raumarici; Romerícia), os eragnarícios (Aeragnaricii) ou ragnarícios (Ragnaricii; provavelmente ligado a Ranrícia, antigo nome dado a uma parte do Condado de Bohus) e os finos (segunda menção aos lapões, descritos como "tranquilíssimos", mitissimi). Os vinovilodas (Vinoviloth), povo similar, possivelmente têm alguma relação com os lombardos que permaneceram na região após o deslocamento em massa do povo, que foram chamados de vinilos (vinili).
Jordanes menciona pela segunda vez os suecos, desta vez como suécidos (suetidi) e os danos (dani), que eram "da mesma estirpe" e que teriam expulsado os hérulos de suas terras. Os membros destas tribos eram "os mais altos homens". Na mesma área também viviam os granos (granni; Grenlândia), augandzos (augandzi; Agder), eunixos (eunixi), teteis (taetel), rugos (rugi; Rogalândia), aroquos (arochi; Hordalândia) e rânios (ranii; possivelmente ligado a Romsdalen). O rei Rodulfo era dos rânios, porém abandonou-os para juntar-se a Teodorico, o Grande do Reino Ostrogótico.